# Colladonus vanduzeei
Colladonus vanduzeei är en insektsart som beskrevs av Nielson 1957. Colladonus vanduzeei ingår i släktet Colladonus och familjen dvärgstritar. Inga underarter finns listade i Catalogue of Life.